# CAF Champions League 2018
La CAF Champions League 2018 (ufficialmente Total CAF Champions League 2018 per ragioni di sponsorizzazione) è stata la 54ª edizione di questo torneo organizzato dalla CAF, la 22ª con la forma attuale. Il Wydad Casablanca era la squadra detentrice del torneo.

## Sistema della graduatoria
La CAF calcola i punti per ogni associazione in base ai risultati dei propri club nella Champions League e nella Coppa della Confederazione CAF, non prendendo in considerazione l'anno corrente. I criteri per i punti sono i seguenti:
|                        | CAF Champions League | Coppa della Confederazione CAF |
| ---------------------- | -------------------- | ------------------------------ |
| Vincitore              | 5 punti              | 4 punti                        |
| Seconda                | 4 punti              | 3 punti                        |
| Semifinaliste perdenti | 3 punti              | 2 punti                        |
| 3º posto nei gruppi    | 2 punti              | 1 punti                        |
| 4º posto nei gruppi    | 1 punto              | 1 punto                        |

I punti sono moltiplicati per un dato coefficiente a seconda dell'anno
- 2016 – 5
- 2015 – 4
- 2014 – 3
- 2013 – 2
- 2012 – 1

## Turni e date dei sorteggi
| Fase           | Turno             | Data sorteggio   | Andata               | Ritorno              |
| -------------- | ----------------- | ---------------- | -------------------- | -------------------- |
| Qualificazioni | Turno Preliminare | 13 dicembre 2017 | 9-11 febbraio 2018   | 16-18 febbraio 2018  |
| Qualificazioni | Primo turno       | 13 dicembre 2017 | 9–11 marzo 2018      | 16–18 marzo 2018     |
| Fase a gironi  | 1ª giornata       | 21 marzo 2018    | 4-6 maggio 2018      | 4-6 maggio 2018      |
| Fase a gironi  | 2ª giornata       | 21 marzo 2018    | 15-16 maggio 2018    | 15-16 maggio 2018    |
| Fase a gironi  | 3ª giornata       | 21 marzo 2018    | 17-18 luglio 2018    | 17-18 luglio 2018    |
| Fase a gironi  | 4ª giornata       | 21 marzo 2018    | 27-29 luglio 2018    | 27-29 luglio 2018    |
| Fase a gironi  | 5ª giornata       | 21 marzo 2018    | 17-19 agosto 2018    | 17-19 agosto 2018    |
| Fase a gironi  | 6ª giornata       | 21 marzo 2018    | 28-29 agosto 2018    | 28-29 agosto 2018    |
| Fase finale    | Quarti di finale  | 3 settembre 2018 | 14-16 settembre 2018 | 21-23 settembre 2018 |
| Fase finale    | Semifinali        | 3 settembre 2018 | 2-3 ottobre 2018     | 23-24 ottobre 2018   |
| Fase finale    | Finale            | 3 settembre 2018 | 2-4 novembre 2018    | 9-11 novembre 2018   |

## Qualificazioni

### Turno preliminare
| Squadra 1            | Totale          | Squadra 2               | Andata | Ritorno |
| -------------------- | --------------- | ----------------------- | ------ | ------- |
| Saint George         | a tav.          | Wau Salaam              | -      | -       |
| CNaPS Sport          | 2 - 2 (gt)      | KCCA                    | 2 - 1  | 0 - 1   |
| Zanaco               | 6 - 1           | Armed Forces            | 3 - 0  | 3 - 1   |
| Bantu                | 5 - 5 (gt)      | Mbabane Swallows        | 2 - 4  | 3 - 1   |
| Stade Malien         | 1 - 2           | Williamsville           | 1 - 1  | 0 - 1   |
| Al-Tahaddy           | 1 - 2           | Aduana Stars            | 1 - 0  | 0 - 2   |
| ES Sétif             | 6 - 0           | Olympic Real de Bangui  | 6 - 0  | 0 - 0   |
| Rail Club du Kadiogo | 1 - 2           | Mounana                 | 1 - 0  | 0 - 2   |
| Real Bamako          | 1 - 2           | MFM                     | 1 - 1  | 0 - 1   |
| AS Otôho             | 2 - 9           | MC Alger                | 2 - 0  | 0 - 9   |
| FAN                  | 1 - 3           | Horoya                  | 1 - 3  | 0 - 0   |
| Génération Foot      | 2 - 0           | Misr Lel-Makkasa        | 2 - 0  | 0 - 0   |
| Young Africans       | 2 - 1           | Saint Louis Suns United | 1 - 0  | 1 - 1   |
| Township Rollers     | 4 - 2           | Al-Merrikh              | 3 - 0  | 1 - 2   |
| Gor Mahia            | 3 - 1           | Leones Vegetarianos     | 2 - 0  | 1 - 1   |
| ASAC Concorde        | 1 - 6           | Espérance de Tunis      | 1 - 1  | 0 - 5   |
| Plateau United       | 4 - 0           | Eding Sport             | 3 - 0  | 1 - 0   |
| Léopards             | 3 - 3 (3-4 dtr) | Togo-Port               | 2 - 1  | 1 - 2   |
| LISCR                | 1 - 3           | Al-Hilal                | 1 - 0  | 0 - 3   |
| JKU                  | 0 - 7           | ZESCO United            | 0 - 0  | 0 - 7   |
| Buffles du Borgou    | 3 - 4           | ASEC Mimosas            | 1 - 1  | 2 - 3   |
| Ngaya Club           | 1 - 3           | UD Songo                | 1 - 1  | 0 - 2   |
| Difaâ El Jadidi      | 10 - 0          | Sport Bissau e Benfica  | 10 - 0 | 0 - 0   |
| AS Vita Club         | 6 - 1           | Mighty Wanderers        | 4 - 0  | 2 - 1   |
| 1º de Agosto         | 5 - 1           | FC Platinum             | 3 - 0  | 2 - 1   |
| Bidvest Wits         | 2 - 1           | Pamplemousses           | 2 - 0  | 0 - 1   |
| Rayon Sports         | 2 - 1           | LLB Académic            | 1 - 1  | 1 - 0   |

### Primo turno
| Squadra 1        | Totale          | Squadra 2          | Andata | Ritorno |
| ---------------- | --------------- | ------------------ | ------ | ------- |
| Saint George     | 0 - 1           | KCCA               | 0 - 0  | 0 - 1   |
| Zanaco           | 1 - 3           | Mbabane Swallows   | 1 - 2  | 0 - 1   |
| Wydad Casablanca | 7 - 4           | Williamsville      | 7 - 2  | 0 - 2   |
| Aduana Stars     | 1 - 4           | ES Sétif           | 1 - 0  | 0 - 4   |
| Al-Ahly          | 7 - 1           | Mounana            | 4 - 0  | 3 - 1   |
| MFM              | 2 - 7           | MC Alger           | 2 - 1  | 0 - 6   |
| Horoya           | 4 - 1           | Génération Foot    | 2 - 1  | 2 - 0   |
| Young Africans   | 1 - 2           | Township Rollers   | 1 - 2  | 0 - 0   |
| Gor Mahia        | 0 - 1           | Espérance de Tunis | 0 - 0  | 0 - 1   |
| Étoile du Sahel  | 4 - 3           | Plateau United     | 4 - 2  | 0 - 1   |
| Togo-Port        | 3 - 3 (gt)      | Al-Hilal           | 2 - 0  | 1 - 3   |
| ZESCO United     | 2 - 2 (gt)      | ASEC Mimosas       | 0 - 1  | 2 - 1   |
| TP Mazembe       | 4 - 3           | UD Songo           | 4 - 0  | 0 - 3   |
| Difaâ El Jadidi  | 3 - 2           | AS Vita Club       | 1 - 0  | 2 - 2   |
| 1º de Agosto     | 1 - 1 (3-2 dtr) | Bidvest Wits       | 1 - 0  | 0 - 1   |
| Rayon Sports     | 0 - 2           | Mamelodi Sundowns  | 0 - 0  | 0 - 2   |

### Squadre qualificate per la fase a gironi
| Urna 1                      | Urna 2                          | Urna 3                     | Urna 4                     |
| TP Mazembe (75 punti)       | Mamelodi Sundowns (39 punti)    | MC Alger (10 punti)        | 1º de Agosto (0 punti)     |
| Al-Ahly (58 punti)          | ZESCO United (26 punti)         | KCCA (5 punti)             | Township Rollers (0 punti) |
| Étoile du Sahel (49 punti)  | Espérance de Tunis (24,5 punti) | Horoya (5 punti)           | Difaâ El Jadidi (0 punti)  |
| Wydad Casablanca (46 punti) | ES Sétif (18,5 punti)           | Mbabane Swallows (5 punti) | Togo-Port (0 punti)        |

I sorteggi per la fase a gironi della competizione si sono svolti il 21 marzo 2018 a Il Cairo, Egitto alle 19:00 locali (UTC+2).
Le 16 squadre qualificate sono state raggruppate in 4 urne in base ai punti del Ranking CAF e, successivamente, inserite casualmente in altrettanti gruppi dai quali si qualificheranno alla successiva fase le prime due squadre per ogni gruppo.

## Fase a gironi

### Gruppo A
| Squadra            | Pt | G | V | N | P | GF | GS | DR |
| ------------------ | -- | - | - | - | - | -- | -- | -- |
| Al-Ahly            | 13 | 6 | 4 | 1 | 1 | 9  | 5  | +4 |
| Espérance de Tunis | 11 | 6 | 3 | 2 | 1 | 8  | 4  | +4 |
| KCCA               | 6  | 6 | 2 | 0 | 4 | 8  | 9  | -1 |
| Township Rollers   | 4  | 6 | 1 | 1 | 4 | 2  | 9  | -7 |

| Squadra 1          | Risultato   | Squadra 2          |
| 1ª giornata        | 1ª giornata | 1ª giornata        |
| ------------------ | ----------- | ------------------ |
| Township Rollers   | 1 - 0       | KCCA               |
| Al-Ahly            | 0 - 0       | Espérance de Tunis |
| 2ª giornata        |             |                    |
| KCCA               | 2 - 0       | Al-Ahly            |
| Espérance de Tunis | 4 - 1       | Township Rollers   |
| 3ª giornata        |             |                    |
| Espérance de Tunis | 3 - 2       | KCCA               |
| Al-Ahly            | 3 - 0       | Township Rollers   |
| 4ª giornata        |             |                    |
| KCCA               | 0 - 1       | Espérance de Tunis |
| Township Rollers   | 0 - 1       | Al-Ahly            |
| 5ª giornata        |             |                    |
| Espérance de Tunis | 0 - 1       | Al-Ahly            |
| KCCA               | 1 - 0       | Township Rollers   |
| 6ª giornata        |             |                    |
| Al-Ahly            | 4 - 3       | KCCA               |
| Township Rollers   | 0 - 0       | Espérance de Tunis |

### Gruppo B
| Squadra         | Pt | G | V | N | P | GF | GS | DR |
| --------------- | -- | - | - | - | - | -- | -- | -- |
| TP Mazembe      | 12 | 6 | 3 | 3 | 0 | 10 | 4  | +6 |
| ES Sétif        | 8  | 6 | 2 | 2 | 2 | 7  | 9  | -2 |
| Difaâ El Jadidi | 6  | 6 | 1 | 3 | 2 | 6  | 7  | -1 |
| MC Alger        | 5  | 6 | 1 | 2 | 3 | 4  | 7  | -2 |

| Squadra 1       | Risultato   | Squadra 2       |
| 1ª giornata     | 1ª giornata | 1ª giornata     |
| --------------- | ----------- | --------------- |
| MC Alger        | 1 - 1       | Difaâ El Jadidi |
| TP Mazembe      | 4 - 1       | ES Sétif        |
| 2ª giornata     |             |                 |
| Difaâ El Jadidi | 0 - 2       | TP Mazembe      |
| ES Sétif        | 0 - 1       | MC Alger        |
| 3ª giornata     |             |                 |
| TP Mazembe      | 1 - 0       | MC Alger        |
| ES Sétif        | 2 - 1       | Difaâ El Jadidi |
| 4ª giornata     |             |                 |
| Difaâ El Jadidi | 1 - 1       | ES Sétif        |
| MC Alger        | 1 - 1       | TP Mazembe      |
| 5ª giornata     |             |                 |
| ES Sétif        | 1 - 1       | TP Mazembe      |
| Difaâ El Jadidi | 2 - 0       | MC Alger        |
| 6ª giornata     |             |                 |
| TP Mazembe      | 1 - 1       | Difaâ El Jadidi |
| MC Alger        | 1 - 2       | ES Sétif        |

### Gruppo C
| Squadra           | Pt | G | V | N | P | GF | GS | DR |
| ----------------- | -- | - | - | - | - | -- | -- | -- |
| Wydad Casablanca  | 12 | 6 | 3 | 3 | 0 | 8  | 2  | +6 |
| Horoya            | 9  | 6 | 2 | 3 | 1 | 7  | 7  | 0  |
| Mamelodi Sundowns | 6  | 6 | 1 | 3 | 2 | 5  | 6  | -1 |
| Togo-Port         | 4  | 6 | 1 | 1 | 4 | 4  | 9  | -5 |

| Squadra 1         | Risultato   | Squadra 2         |
| 1ª giornata       | 1ª giornata | 1ª giornata       |
| ----------------- | ----------- | ----------------- |
| Togo-Port         | 1 - 2       | Horoya            |
| Mamelodi Sundowns | 1 - 1       | Wydad Casablanca  |
| 2ª giornata       |             |                   |
| Wydad Casablanca  | 3 - 0       | Togo-Port         |
| Horoya            | 2 - 2       | Mamelodi Sundowns |
| 3ª giornata       |             |                   |
| Togo-Port         | 1 - 0       | Mamelodi Sundowns |
| Horoya            | 1 - 1       | Wydad Casablanca  |
| 4ª giornata       |             |                   |
| Mamelodi Sundowns | 2 - 1       | Togo-Port         |
| Wydad Casablanca  | 2 - 0       | Horoya            |
| 5ª giornata       |             |                   |
| Horoya            | 2 - 1       | Togo-Port         |
| Wydad Casablanca  | 1 - 0       | Mamelodi Sundowns |
| 6ª giornata       |             |                   |
| Togo-Port         | 0 - 0       | Wydad Casablanca  |
| Mamelodi Sundowns | 0 - 0       | Horoya            |

### Gruppo D
| Squadra          | Pt | G | V | N | P | GF | GS | DR |
| ---------------- | -- | - | - | - | - | -- | -- | -- |
| Étoile du Sahel  | 12 | 6 | 3 | 3 | 0 | 10 | 4  | +6 |
| 1º de Agosto     | 9  | 6 | 2 | 3 | 1 | 6  | 5  | +1 |
| ZESCO United     | 6  | 6 | 1 | 3 | 2 | 7  | 6  | +1 |
| Mbabane Swallows | 4  | 6 | 1 | 1 | 4 | 3  | 11 | -8 |

| Squadra 1        | Risultato   | Squadra 2        |
| 1ª giornata      | 1ª giornata | 1ª giornata      |
| ---------------- | ----------- | ---------------- |
| ZESCO United     | 1 - 1       | Mbabane Swallows |
| 1º de Agosto     | 1 - 1       | Étoile du Sahel  |
| 2ª giornata      |             |                  |
| Mbabane Swallows | 1 - 0       | 1º de Agosto     |
| Étoile du Sahel  | 2 - 1       | ZESCO United     |
| 3ª giornata      |             |                  |
| Mbabane Swallows | 0 - 3       | Étoile du Sahel  |
| ZESCO United     | 0 - 0       | 1º de Agosto     |
| 4ª giornata      |             |                  |
| 1º de Agosto     | 2 - 1       | ZESCO United     |
| Étoile du Sahel  | 2 - 0       | Mbabane Swallows |
| 5ª giornata      |             |                  |
| Mbabane Swallows | 0 - 3       | ZESCO United     |
| Étoile du Sahel  | 1 - 1       | 1º de Agosto     |
| 6ª giornata      |             |                  |
| 1º de Agosto     | 2 - 1       | Mbabane Swallows |
| ZESCO United     | 1 - 1       | Étoile du Sahel  |

## Fase a eliminazione diretta

### Tabellone
|  | Quarti di finale   | Quarti di finale   | Quarti di finale | Quarti di finale | Quarti di finale |  |  | Semifinali         | Semifinali         | Semifinali         | Semifinali         | Semifinali |   |   | Finale  | Finale  | Finale | Finale | Finale |  |
|  |                    |                    |                  |                  |                  |  |  |                    |                    |                    |                    |            |   |   |         |         |        |        |        |  |
|  | Horoya             | Horoya             | 0                | 0                | 0                |  |  |                    |                    |                    |                    |            |   |   |         |         |        |        |        |  |
|  | Al-Ahly            | Al-Ahly            | 0                | 4                | 4                |  |  | Al-Ahly            | Al-Ahly            | 2                  | 1                  | 3          |   |   |         |         |        |        |        |  |
|  | ES Sétif           | ES Sétif           | 1                | 0                | 1                |  |  | ES Sétif           | ES Sétif           | 0                  | 2                  | 2          |   |   |         |         |        |        |        |  |
|  | Wydad Casablanca   | Wydad Casablanca   | 0                | 0                | 0                |  |  |                    |                    |                    |                    |            |   |   | Al-Ahly | Al-Ahly | 3      | 0      | 3      |  |
|  | 1º de Agosto (gfc) | 1º de Agosto (gfc) | 0                | 1                | 1                |  |  |                    |                    | Espérance de Tunis | Espérance de Tunis | 1          | 3 | 4 |         |         |        |        |        |  |
|  | TP Mazembe         | TP Mazembe         | 0                | 1                | 1                |  |  | 1º de Agosto       | 1º de Agosto       | 1                  | 2                  | 3          |   |   |         |         |        |        |        |  |
|  | Espérance de Tunis | Espérance de Tunis | 2                | 1                | 3                |  |  | Espérance de Tunis | Espérance de Tunis | 0                  | 4                  | 4          |   |   |         |         |        |        |        |  |
|  | Étoile du Sahel    | Étoile du Sahel    | 1                | 0                | 1                |  |  |                    |                    |                    |                    |            |   |   |         |         |        |        |        |  |

### Quarti di finale
| Squadra 1          | Totale      | Squadra 2        | Andata | Ritorno |
| ------------------ | ----------- | ---------------- | ------ | ------- |
| 1º de Agosto       | 1 - 1 (gfc) | TP Mazembe       | 0 - 0  | 1 - 1   |
| Espérance de Tunis | 3 - 1       | Étoile du Sahel  | 2 - 1  | 1 - 0   |
| ES Sétif           | 1 - 0       | Wydad Casablanca | 1 - 0  | 0 - 0   |
| Horoya             | 0 - 4       | Al-Ahly          | 0 - 0  | 0 - 4   |

### Semifinali
| Squadra 1    | Totale | Squadra 2          | Andata | Ritorno |
| ------------ | ------ | ------------------ | ------ | ------- |
| Al-Ahly      | 3 - 2  | ES Sétif           | 2 - 0  | 1 - 2   |
| 1º de Agosto | 3 - 4  | Espérance de Tunis | 1 - 0  | 2 - 4   |

### Finale
| Squadra 1 | Totale | Squadra 2          | Andata | Ritorno |
| --------- | ------ | ------------------ | ------ | ------- |
| Al-Ahly   | 3 - 4  | Espérance de Tunis | 3 - 1  | 0 - 3   |

## Classifica dei marcatori
| Pos. | Giocatore        | Squadra            | Reti |
| ---- | ---------------- | ------------------ | ---- |
| 1    | Anice Badri      | Espérance de Tunis | 8    |
| 2    | Hamid Ahaddad    | Wydad Casablanca   | 7    |
| 2    | Lazarous Kambole | ZESCO United       | 7    |
| 2    | Ben Malango      | TP Mazembe         | 7    |
| 3    | Walid Azaro      | Al-Ahly            | 6    |
| 3    | Simon Msuva      | Difaâ El Jadidi    | 6    |
| 3    | Hichem Nekkache  | MC Alger           | 6    |
| 3    | Walid Soliman    | Al-Ahly            | 6    |
| 4    | Ismail Haddad    | Wydad Casablanca   | 5    |